# Écorches
Écorches est une commune française, située dans le département de l'Orne en région Normandie, peuplée de 104 habitants.

## Géographie
Écorches est une commune située dans le pays d'Auge, dans l'Orne, en Normandie. La longitude est de 0° 05' 34" est et sa latitude de 48° 52' 01" nord. Sa surface est de 9,71 km2. Le point culminant est à 269 mètres et le point le plus bas à 102 mètres d'altitude. Écorches est bordée par les communes de Montreuil-la-Cambe, Saint-Gervais-des-Sablons, Le Renouard, Neauphe-sur-Dive et Trun.

### Hydrographie
La commune est située dans le bassin Seine-Normandie. Elle est drainée par la Viette, le Foulbec, le cours d'eau 01 de la commune des Ecorches, le cours d'eau 03 du Grand Village, le fossé 01 de la commune, le fossé 02 du Theil et le ruisseau de Secqueville,,.
La Viette, d'une longueur de 11 km, prend sa source dans la commune  et se jette  dans la Vie en limite de Vimoutiers et de Guerquesalles, après avoir traversé cinq communes. 

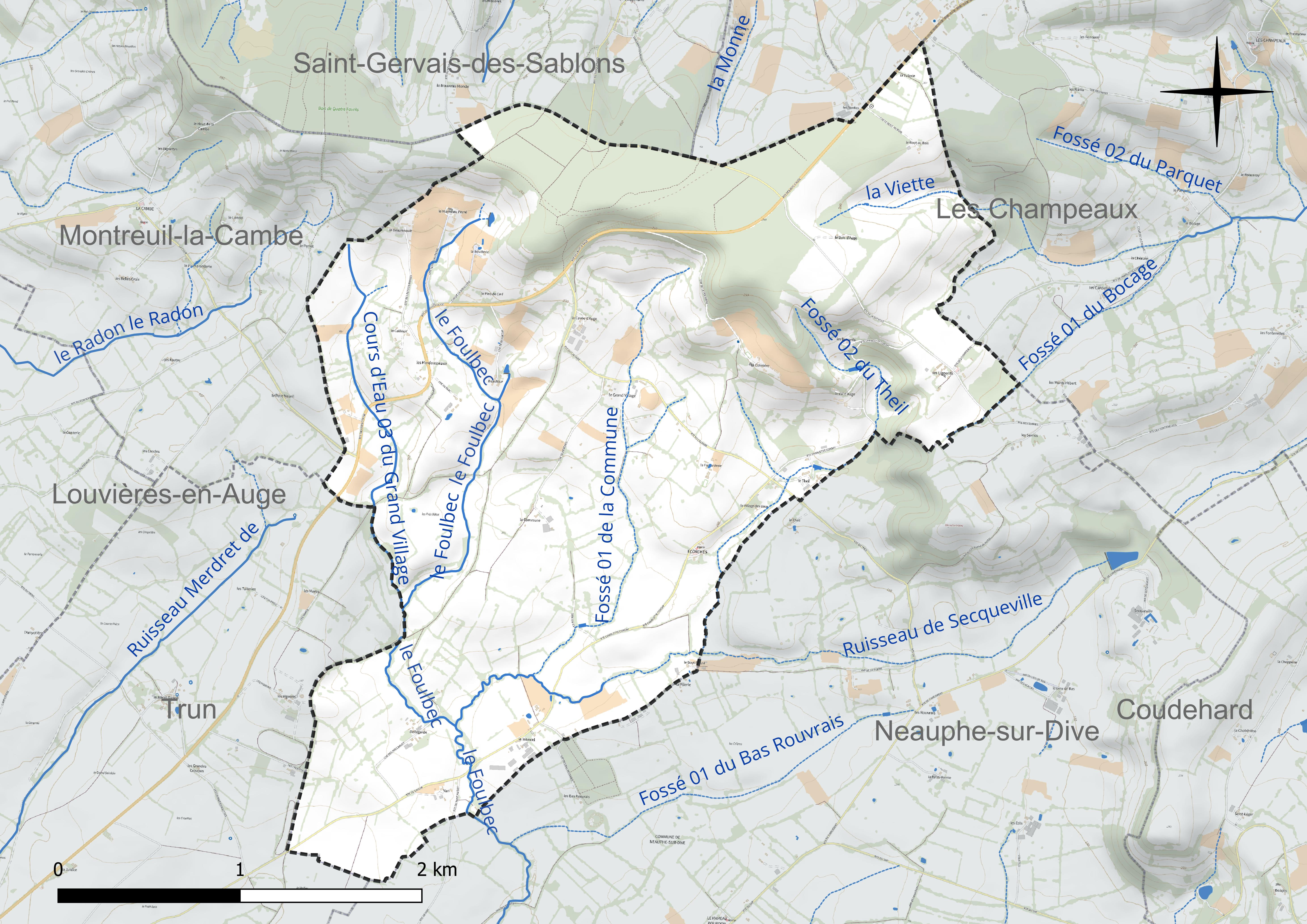
Réseau hydrographique d'Écorches.

### Climat
Pour des articles plus généraux, voir Climat de la Normandie et Climat de l'Orne.
En 2010, le climat de la commune est de type climat océanique altéré, selon une étude du CNRS s'appuyant sur une série de données couvrant la période 1971-2000. En 2020, Météo-France publie une typologie des climats de la France métropolitaine dans laquelle la commune est exposée à un climat océanique et est dans la région climatique Normandie (Cotentin, Orne), caractérisée par une pluviométrie relativement élevée (850 mm/a) et un été frais (15,5 °C) et venté. Parallèlement le GIEC normand, un groupe régional d’experts sur le climat, différencie quant à lui, dans une étude de 2020, trois grands types de climats pour la région Normandie, nuancés à une échelle plus fine par les facteurs géographiques locaux. La commune est, selon ce zonage, exposée à un « climat des plateaux abrités », correspondant à la plaine agricole de Caen à Falaise, sous le vent des collines de Normandie et proche de la mer, se caractérisant par une pluviométrie et des contraintes thermiques modérées.
Pour la période 1971-2000, la température annuelle moyenne est de 10,3 °C, avec une amplitude thermique annuelle de 13,5 °C. Le cumul annuel moyen de précipitations est de 797 mm, avec 13 jours de précipitations en janvier et 8,1 jours en juillet. Pour la période 1991-2020, la température moyenne annuelle observée sur la station météorologique la plus proche, située sur la commune de Ticheville à 13 km à vol d'oiseau, est de 10,9 °C et le cumul annuel moyen de précipitations est de 826,1 mm,. Pour l'avenir, les paramètres climatiques de la commune estimés pour 2050 selon différents scénarios d’émission de gaz à effet de serre sont consultables sur un site dédié publié par Météo-France en novembre 2022.

## Urbanisme

### Typologie
Au 1er janvier 2024, Écorches est catégorisée commune rurale à habitat très dispersé, selon la nouvelle grille communale de densité à sept niveaux définie par l'Insee en 2022.
Elle est située hors unité urbaine et hors attraction des villes,.

### Occupation des sols
L'occupation des sols de la commune, telle qu'elle ressort de la base de données européenne d’occupation biophysique des sols Corine Land Cover (CLC), est marquée par l'importance des territoires agricoles (87,1 % en 2018), une proportion identique à celle de 1990 (87,1 %). La répartition détaillée en 2018 est la suivante : 
prairies (63,3 %), zones agricoles hétérogènes (21,3 %), forêts (12,9 %), terres arables (2,5 %). L'évolution de l’occupation des sols de la commune et de ses infrastructures peut être observée sur les différentes représentations cartographiques du territoire : la carte de Cassini (XVIIIe siècle), la carte d'état-major (1820-1866) et les cartes ou photos aériennes de l'IGN pour la période actuelle (1950 à aujourd'hui).

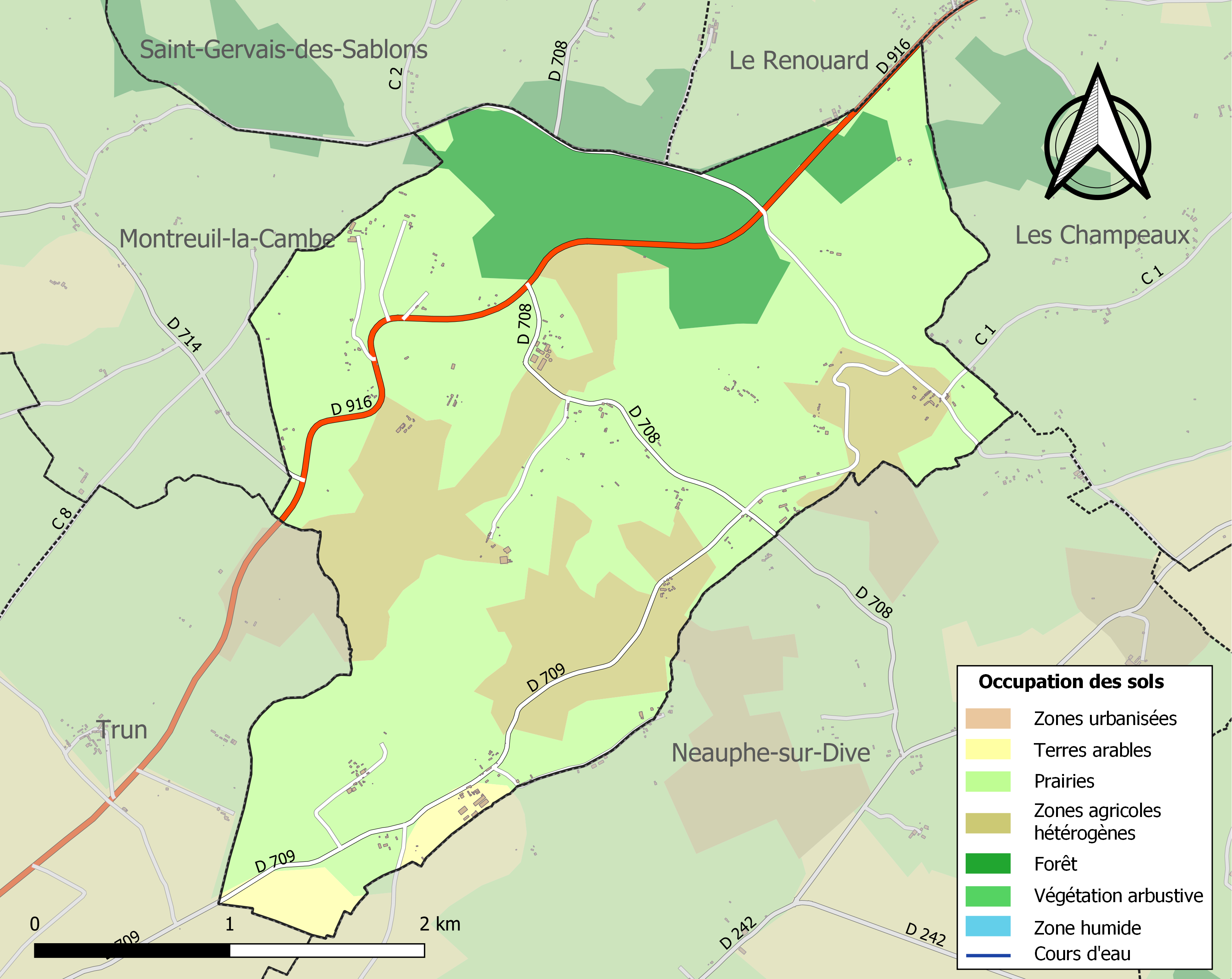
Carte des infrastructures et de l'occupation des sols de la commune en 2018 (CLC).

## Toponymie
Le nom de la localité est attesté sous les formes Escorches en 1793, Ecorches en 1801.

## Histoire
En 1813, Écorches qui comptait 391 habitants a absorbé Ligneries et ses 241 habitants ainsi que Varry et ses 220 habitants.

## Politique et administration
| Période                                  | Période   | Identité         | Étiquette | Qualité     |
| ---------------------------------------- | --------- | ---------------- | --------- | ----------- |
| 1983                                     | mars 2001 | Edmond Morilland |           |             |
| mars 2001                                | En cours  | Thierry Couasnon | SE        | Agriculteur |
| Les données manquantes sont à compléter. |           |                  |           |             |

## Démographie
L'évolution du nombre d'habitants est connue à travers les recensements de la population effectués dans la commune depuis 1793. Pour les communes de moins de 10 000 habitants, une enquête de recensement portant sur toute la population est réalisée tous les cinq ans, les populations de référence des années intermédiaires étant quant à elles estimées par interpolation ou extrapolation. Pour la commune, le premier recensement exhaustif entrant dans le cadre du nouveau dispositif a été réalisé en 2004.
En 2022, la commune comptait 104 habitants, en évolution de +22,35 % par rapport à 2016 (Orne : −3,21 %, France hors Mayotte : +2,11 %).
| 1793 | 1800 | 1806 | 1821 | 1836 | 1841 | 1846 | 1851 | 1856 |
| ---- | ---- | ---- | ---- | ---- | ---- | ---- | ---- | ---- |
| 356  | 298  | 391  | 739  | 677  | 502  | 480  | 446  | 440  |

| 1861 | 1866 | 1872 | 1876 | 1881 | 1886 | 1891 | 1896 | 1901 |
| ---- | ---- | ---- | ---- | ---- | ---- | ---- | ---- | ---- |
| 429  | 402  | 369  | 324  | 304  | 303  | 283  | 285  | 265  |

| 1906 | 1911 | 1921 | 1926 | 1931 | 1936 | 1946 | 1954 | 1962 |
| ---- | ---- | ---- | ---- | ---- | ---- | ---- | ---- | ---- |
| 251  | 237  | 213  | 223  | 208  | 203  | 232  | 169  | 163  |

| 1968 | 1975 | 1982 | 1990 | 1999 | 2004 | 2006 | 2009 | 2014 |
| ---- | ---- | ---- | ---- | ---- | ---- | ---- | ---- | ---- |
| 174  | 150  | 137  | 148  | 137  | 107  | 98   | 97   | 89   |

| 2019 | 2022 | - | - | - | - | - | - | - |
| ---- | ---- | - | - | - | - | - | - | - |
| 98   | 104  | - | - | - | - | - | - | - |

## Lieux et monuments

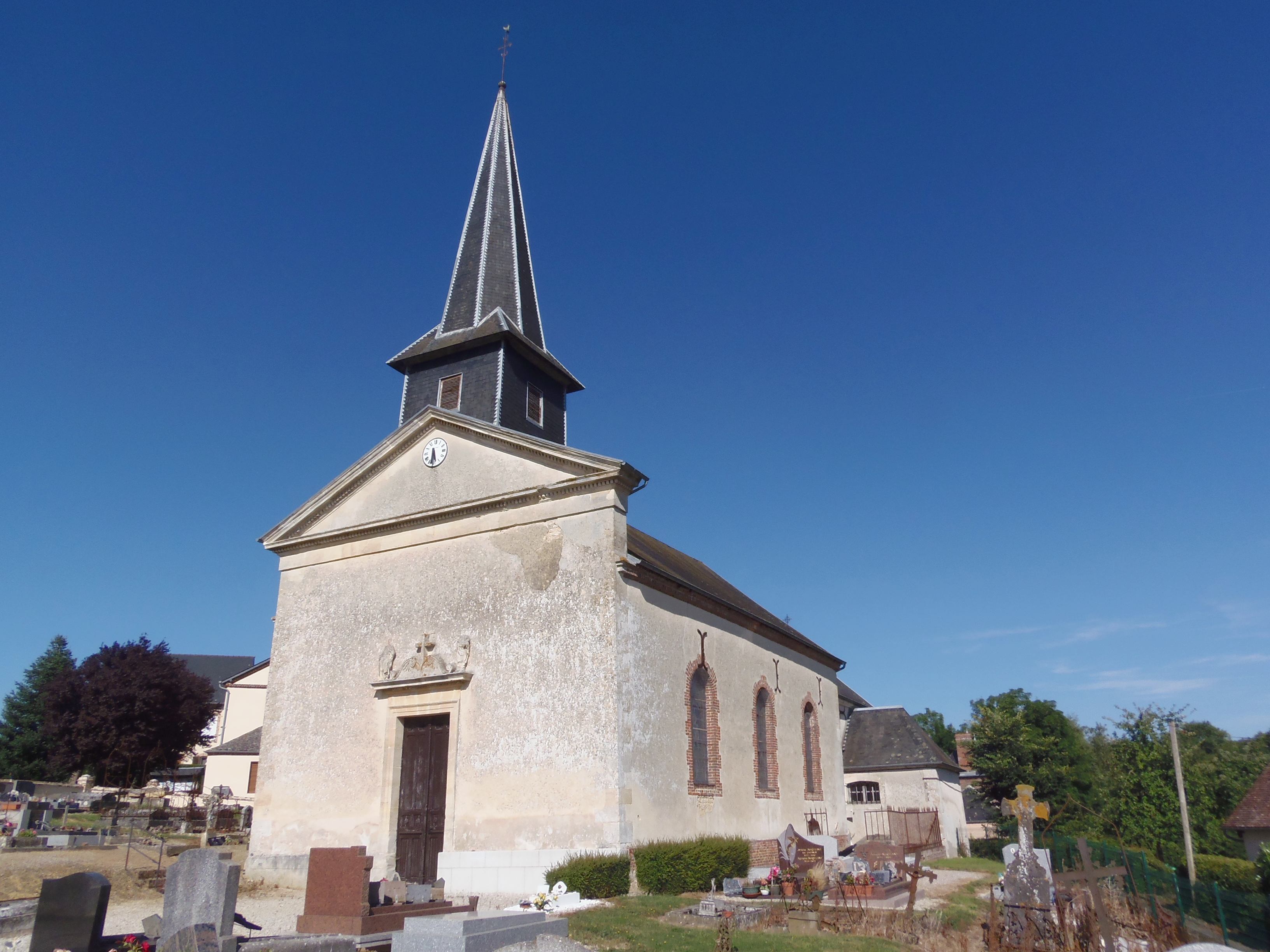
L'église Saint-Agnan.

- Église Saint-Saturnin des Ligneries.
- Église Saint-Agnan.

## Personnalités liées à la commune
- Charlotte Corday, baptisée aux Ligneries, aujourd'hui Lignerits, hameau de la commune.
- André Mare, peintre et décorateur, est enterré au cimetière des Lignerits.